# Аррунт (син Порсени)
Аррунт (лат. Arruns; † 506 або 504 до н. е.) — етруський воєначальник, син царя Клузія Ларса Порсени.
Брав участь у війні з римлянами та облозі міста. Бувши вражений хоробрістю римлян і вчинком Муція Сцеволи, на скликаній етрусками військовій раді запропонував своєму батькові припинити підтримку Тарквінія Гордого та почати переговори з римлянами.
Після укладення вигідного для етрусків миру отримав від Порсени половину армії і продовжив військові дії в Лації. Під час війни з Аріцією зіткнувся з коаліцією латинських міст і кумських греків. У битві при Аріції в 506 або 504 до н. е. етруська армія була розбита грецьким стратегом Аристодемом, а сам Аррунт загинув.